# Fenómeno dominante
Una dominante es un fenómeno existente en el espacio que caracteriza al paisaje y es lo suficientemente significativo para que nos parezca significativo para describir el paisaje con él. Además el resto de los elementos del paisaje dependen de una manera u otra de su existencia. 
El fenómeno dominante depende de la escala a la que trabajemos, así a escala mundial podemos elegir como dominante la distribución de océanos y continentes, a escala continental la distribución de la población y el poblamiento, por ejemplo, o la distribución de montañas, llanuras, ríos y lagos. A escala nacional la distribución del relieve, la red urbana o la red de comunicaciones, y a escala local la existencia de un bosque de rivera o los tipos de cultivo.
- Datos: Q5858692